# Municipio de Kościelec
Kościelec es un municipio (gmina) rural en el voivodato de Gran Polonia, en el distrito de Koło. Entre los años 1975 y 1998, este municipio se encontró en el voivodato de Konin.
La sede del municipio se encuentra en Kościelec.
Tiene actualmente 6654 habitantes.

## Los pueblos del municipio
- Białków Górny
- Białków Kościelny
- Daniszew
- Dąbrowice
- Dąbrowice Częściowe
- Dobrów
- Gąsiorów
- Gozdów
- Leszcze
- Łęka
- Mariampol
- Police Mostowe
- Police Średnie
- Ruszków Drugi
- Ruszków Pierwszy
- Straszków
- Trzęśniew
- Trzęśniew Mały
- Tury
- Waki

- Datos: Q554594